# Kénsárga pókhálósgomba
A kénsárga pókhálósgomba (Cortinarius splendens) a pókhálósgombafélék családjába tartozó, Európa bükköseiben honos, mérgező gombafaj.

## Megjelenése
A kénsárga pókhálósgomba kalapja 3-8 cm széles, fiatalon félgömb alakú, majd domborúan, idősen laposan kiterül, közepe kissé bemélyedhet. Felszíne sima, nedvesen nyálkás, megszáradva selymes, fénylő. Színe fiatalon élénk citromsárga, közepén vörösbarna pikkelyekkel; később a közepétől kezdve fokozatosan vörösbarnává válhat. Kalapbőre kálium-hidroxiddal olívbarna, húsa vöröses (mások szerint barnásolív) színreakciót ad.  
Húsa halványsárga vagy citromsárga. Szaga gyenge, íze nem jellegzetes vagy édeskés. 
Sűrű lemezei tönkhöz nőttek. Színük kezdetben sárga, éretten rozsdabarna. A fiatal lemezeket halványsárga, pókhálószerű kortina védi. 
Tönkje 3-7 cm magas és 1-1,5 cm vastag. Alakja hengeres vagy kissé bunkós, tövénél gumósan, kb. 3 cm szélesen megvastagodott. Színe sárga, felszínére a kortina sárga, később megbarnuló szálai tapadhatnak. 
Spórapora rozsdabarna vagy sárgásbarna. Spórája mandula alakú, durván rücskös, mérete 9-12 x 5,5-6,5 µm.

### Hasonló fajok
Hasonlít hozzá a sárgászöld pókhálósgomba, a pompás pókhálósgomba vagy a fenyvesekben élő, erős szagú krómsárga pókhálósgomba.

## Elterjedése és termőhelye
Európában honos. 
Meszes talajú lomberdőkben (főleg bükk, néha hárs alatt) található meg. Szeptember-októberben terem.

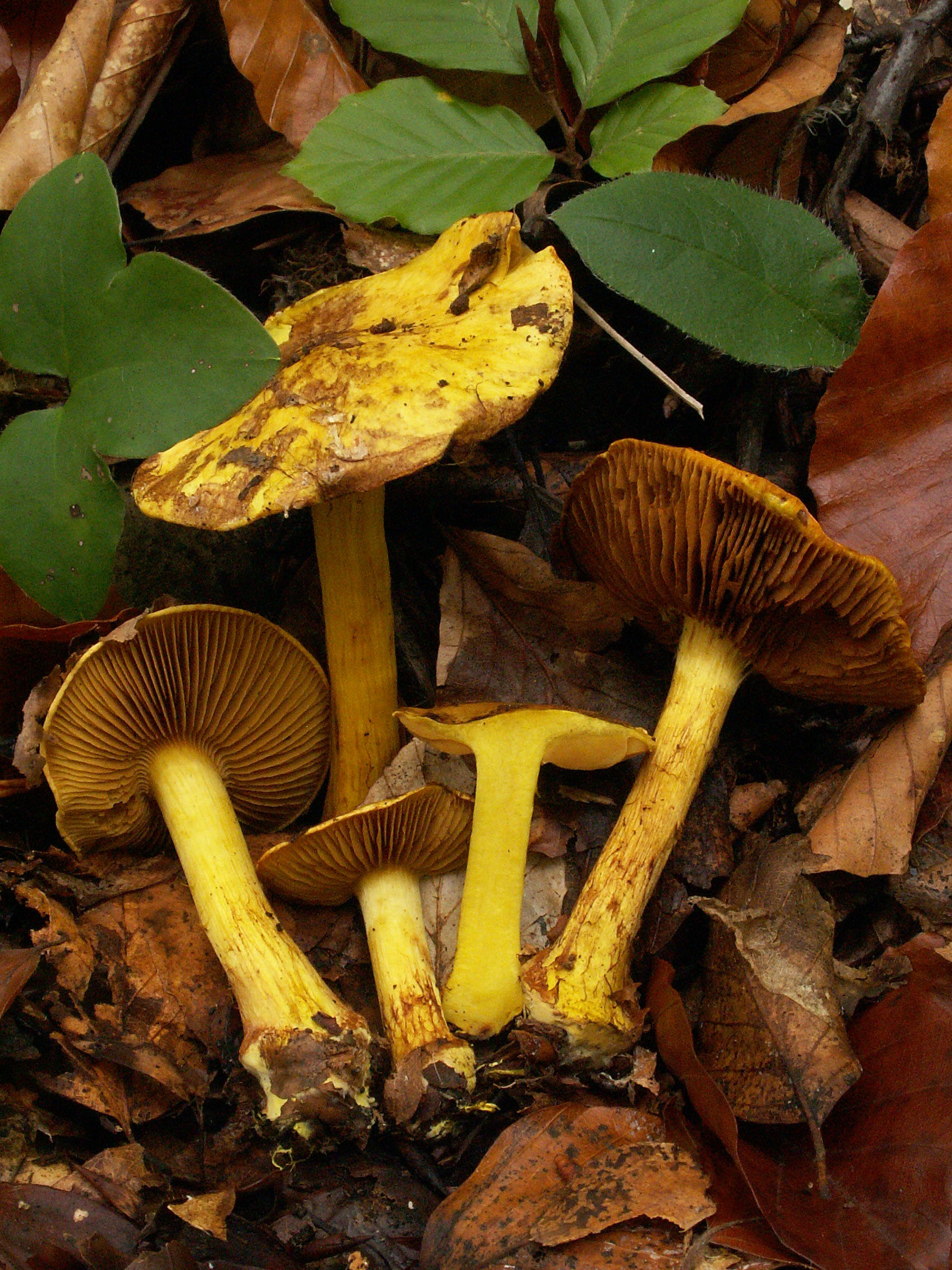
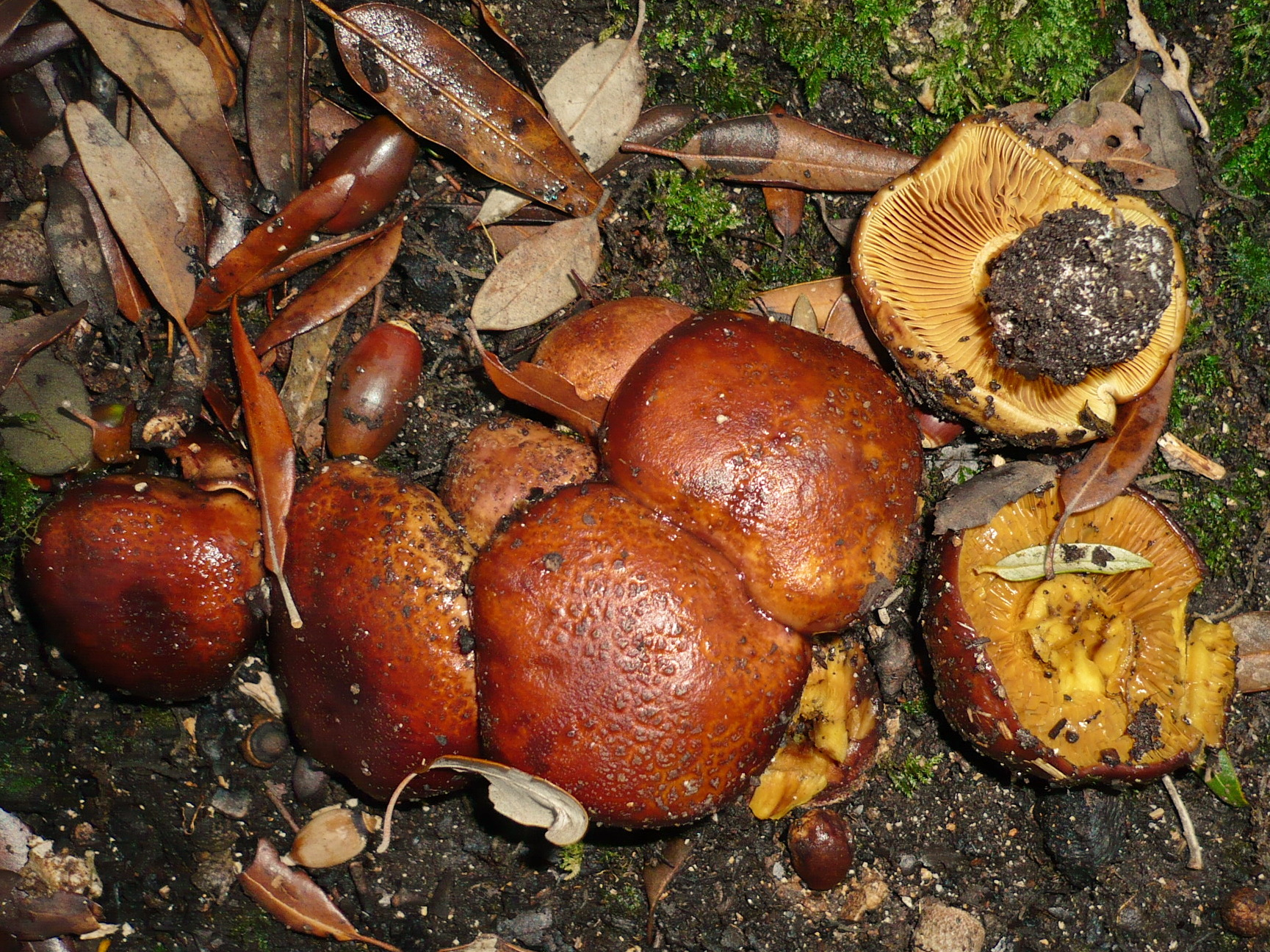
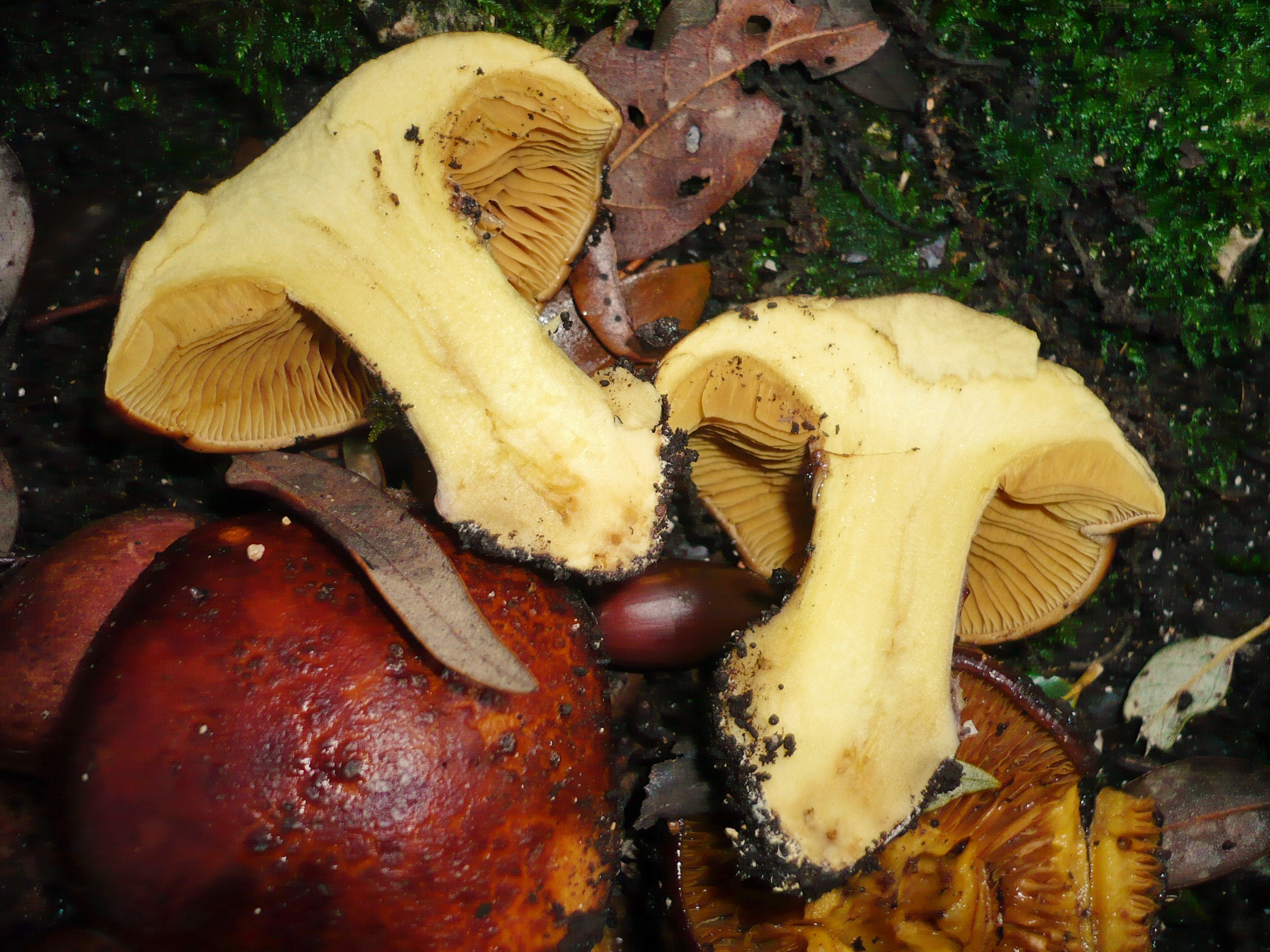

Mérgező.